# Isaj Dratwer
Isaj Dratwer (sinh ngày 1 tháng 1 năm 1905, tại Warszawa, mất năm 1985) là nhà vi khuẩn học và nhà quốc tế ngữ người Ba Lan. Ông là người Do Thái.

## Sự nghiệp
Dratwer là người có sức ảnh hưởng mạnh mẽ trong phong trào Quốc tế ngữ với vai trò Chủ tịch Học viện Quốc tế ngữ, và Ủy ban thư ký năm 1927 và 1931. Bên cạnh đó, ông còn có các bài báo được xuất bản trên tờ Heroldo de Esperanto (Quốc tế ngữ), Pola Esperantisto (Nhà quốc tế ngữ người Ba Lan)... Ông cũng từng dịch các tiểu thuyết tiếng Nga của tác giả Romanov vào năm 1932.
Trong những năm 1950, ông là Tổng thư ký của Hiệp hội Quốc tế ngữ Ba Lan và sau đó những năm 1960, ông trở thành Chủ tịch Liên đoàn Quốc tế ngữ của Israel.
Ông sống sót sau khi bị quân phát xít Đức đẩy vào trại tập trung. Trong những năm 1950, ông là Tổng thư ký của Hiệp hội Quốc tế ngữ Ba Lan và sau đó những năm 1960, ông trở thành Chủ tịch Liên đoàn Quốc tế ngữ của Israel.

## Một số nghiên cứu
- Pri internacia lingvo dum jarcentoj. Tel-Aviv, ấn bản lần thứ nhất, 1970, 142 tr.; Tái bản lần 2, 1977, 320 tr.
- Lidja Zamenhof. Vivo kaj agado. (Lidja Zamenhof, Cuộc đời và sự nghiệp) Antverpeno/La Laguna, 1980, 112 tr.